# Bill Haley

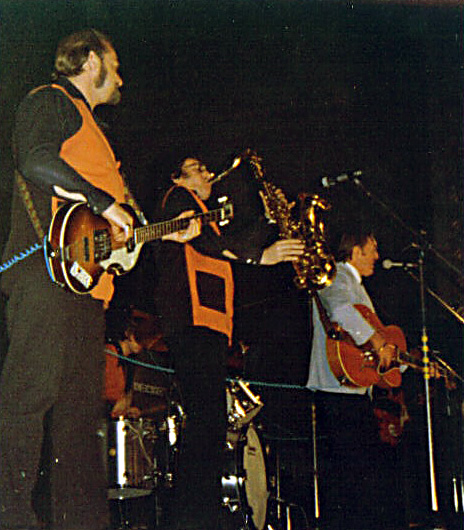
Bill Haley și formația sa
"Bill Haley & His Comets"

Bill Haley (nume la naștere William John Clifton Haley; n. 6 iulie 1925, Highland Park⁠(d), Michigan, SUA – d. 9 februarie 1981, Harlingen⁠(d), Texas, SUA) a fost un cântăreț, compozitor, actor, textier, dirijor și chitarist american. A fost, de asemenea, unul dintre primii muzicieni rock and roll. Formația sa Bill Haley & His Comets este cunoscută în special pentru melodia Rock Around the Clock, din anul 1954.